# Absecon
Absecon és una ciutat del Comtat d'Atlantic, a l'estat de Nova Jersey, als Estats Units d'Amèrica. Segons una estimació del 2008, tenia 8.389 habitants.

## Demografia
Segons el cens del 2000, Absecon tenia 7.638 habitants, 2.773 habitatges, i 2.085 famílies. La densitat de població era de 515,6 habitants/km².
Dels 2.773 habitatges en un 32,5% hi vivien nens de menys de 18 anys, en un 59,6% hi vivien parelles casades, en un 11,2% dones solteres, i en un 24,8% no eren unitats familiars. En el 19,2% dels habitatges hi vivien persones soles el 7,9% de les quals corresponia a persones de 65 anys o més que vivien soles. El nombre mitjà de persones vivint en cada habitatge era de 2,69 i el nombre mitjà de persones que vivien en cada família era de 3,08.
Per edats la població es repartia de la següent manera: un 23,5% tenia menys de 18 anys, un 5,7% entre 18 i 24, un 29,6% entre 25 i 44, un 25,1% de 45 a 60 i un 16,1% 65 anys o més.
L'edat mediana era de 40 anys. Per cada 100 dones de 18 o més anys hi havia 88,4 homes.
La renda mediana per habitatge era de 55.745 $ i la renda mediana per família de 61.563 $. Els homes tenien una renda mediana de 47.984 $ mentre que les dones 31.663 $. La renda per capita de la població era de 23.615 $. Aproximadament el 3,2% de les famílies i el 4,8% de la població estaven per davall del llindar de pobresa.

## Poblacions més properes
El següent diagrama mostra les poblacions més properes.